# Nesokia indica
Nesokia indica là một loài động vật có vú trong họ Chuột, bộ Gặm nhấm. Loài này được Gray mô tả năm 1830.

## Hình ảnh

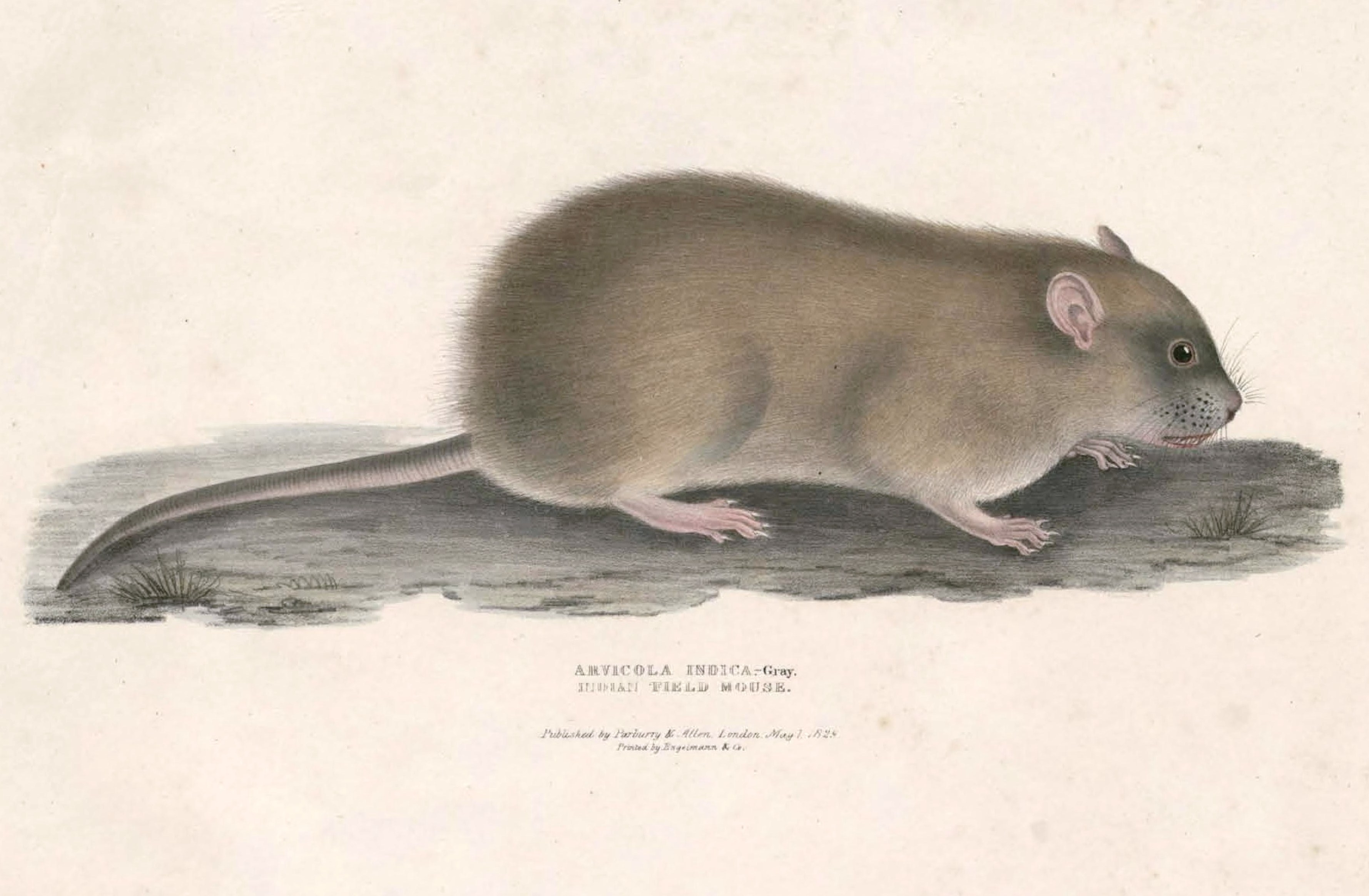